# 唐军 (1962年)
唐军（1962年5月—），男，江苏建湖人，中华人民共和国政治人物。武汉大学中文系中国文学专业毕业，文学学士。曾任人事部副部长，中共辽宁省委常委、组织部部长、大连市委书记，国家工商行政管理总局副局长，国家市场监督管理总局副局长。

## 生平
唐军1983年8月参加工作，1986年1月加入中国共产党。曾任中华人民共和国劳动人事部干部局干部，中华人民共和国人事部流动调配司人员流动处副处长，人事部办公厅部长办公室正处级秘书、副司级秘书，人才流动开发司副司长，规划财务司司长，人事部人事教育司司长。2007年8月，任人事部副部长、党组成员。
2008年2月，任中共辽宁省委常委、组织部部长。2011年6月，任中共辽宁省委常委、大连市委书记。
2017年2月，任国家工商行政管理总局副局长、党组成员。2018年3月，任新组建的国家市场监督管理总局副局长、党组成员。2022年6月14日，不再担任国家市场监督管理总局副局长职务。